# Minty (Bartoszyce)
Pour les articles homonymes, voir Minty.
Minty est un village polonais de la voïvodie de Varmie-Mazurie, dans le powiat de Bartoszyce.